# Province de Jaén (Pérou)
Pour la province espagnole, voir Province de Jaén (Espagne).
La province de Jaén (en espagnol : Provincia de Jaén) est l'une des neuf provinces de la région de Cajamarca, dans le centre du Pérou. Son chef-lieu est la ville de Jaén de Bracamoros.

## Géographie
La province couvre une superficie de 5 232,57 km2. Elle est limitée au nord par la province de San Ignacio, à l'est par la région d'Amazonas, au sud par la province de Cutervo, à l'ouest par la région de Piura et au sud-ouest par la région de Lambayeque.

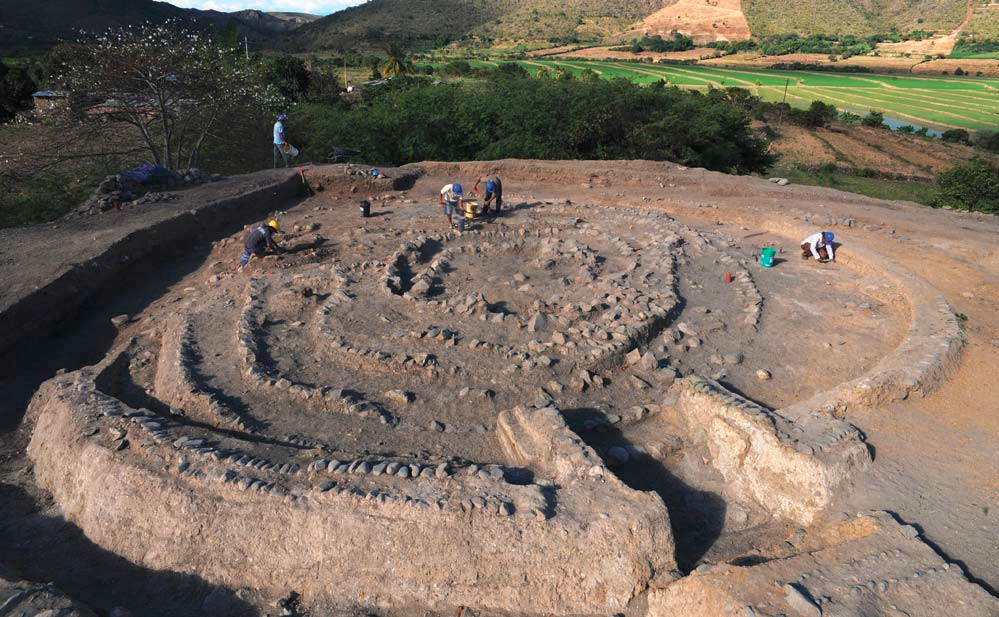
Site archéologique de Montegrande (3000 av. J.-C.) dans le district de Jaén.

## Histoire
La province a été fondée le 19 mai 1828.

## Population
La population de la province s'élevait à 183 634 habitants en 2007.

## Subdivisions
La province de Jaén est divisée en douze districts :
- Bellavista
- Chontalí
- Colasay
- Huabal
- Jaén
- Las Pirias
- Pomahuaca
- Pucará
- Sallique
- San Felipe
- San José del Alto
- Santa Rosa